# Geena Davis
Pour les articles homonymes, voir Davis.
Virginia Davis, dite Geena Davis [ˈdʒiːnə ˈdeɪvɪs], née le 21 janvier 1956 à Wareham (Massachusetts, États-Unis), est une actrice, productrice et scénariste américaine.
Elle a également été mannequin et archère de haut niveau.

## Biographie

### Enfance
Virginia Elizabeth Davis naît le 21 janvier 1956 à Wareham, dans le Massachusetts. Sa mère, Lucille (née Cook), était enseignante et son père, William F. Davis, ingénieur. Elle a un frère nommé Danforth (Dan).
Jeune, elle s'intéresse à la musique. Elle apprend le piano et la flûte et joue de l'orgue durant l'adolescence, pour servir d'organiste à l'église congrégationaliste de Wareham. Geena a étudié à la Wareham High School (en) et participe à un échange scolaire qui lui permet d'étudier à Sandviken en Suède et d’apprendre le suédois.
Elle étudie au New England College (en) et obtient un Bachelor of Arts (licence en France, baccalauréat au Canada) de l'Université de Boston en 1979.

### Carrière
Après ses études, Geena Davis est modèle pour les mannequins de vitrine, pour la chaîne de magasins Ann Taylor (en), jusqu'à la signature avec l'agence Zoli (en) à New York en 1979. Elle travaille alors comme mannequin quand elle est repérée par le réalisateur Sydney Pollack, pour son film Tootsie en 1982. Elle obtient l'année suivante un rôle dans la série Buffalo Bill, dont elle écrit également l'épisode intitulé Miss WBFL. Durant cette période, elle apparaît également dans des épisodes d'autres séries télévisées comme K 2000, Riptide, Sacrée Famille, ou Les Enquêtes de Remington Steele,.
Après des rôles dans Fletch aux trousses, La Mouche, et Beetlejuice, elle reçoit l'Oscar du meilleur second rôle féminin pour sa performance dans Voyageur malgré lui (1988), puis une nomination comme meilleure actrice pour sa performance dans Thelma et Louise (1991). Elle remplace l'année suivante Debra Winger dans le rôle de Dottie Hinson dans Une équipe hors du commun, et reçoit une nomination pour le Golden Globe de la meilleure actrice pour sa prestation. Elle donne ensuite la réplique à Dustin Hoffman et Andy Garcia dans le film Héros malgré lui.
En 1995 et 1996 sortent successivement L'Île aux pirates et Au revoir à jamais, deux films d'action mis en scène par son époux d'alors, Renny Harlin. Les échecs commerciaux des deux longs-métrages entraînent la dissolution de leur société de production commune, et deux ans plus tard à leur divorce. La carrière cinématographique de l'actrice connaît dès lors un ralentissement, cinq ans après la révélation Thelma et Louise.
Elle participe ensuite à la franchise jeunesse Stuart Little, lancée en 1999  par Rob Minkoff, et se tourne vers la télévision : mais en 2000, la sitcom La Famille de mes rêves (The Geena Davis Show) est arrêtée au bout d'une saison, et en 2006 la série dramatique Commander in Chief, où elle joue la première femme présidente des États-Unis, est un échec critique et commercial, qui lui vaut tout de même de remporter le Golden Globe de la meilleure actrice dans une série télévisée dramatique.
En juillet 1999, elle participe au tournoi qualificatif afin d'intégrer l'équipe des États-Unis de tir à l'arc pour l'épreuve par équipes aux Jeux olympiques d'été de 2000 à Sydney. Classée 24e sur 300, elle n'est pas retenue.

### Vie privée
De 1982 à 1983, Geena Davis se marie avec Richard Emmolo. De 1987 à 1990, elle est l'épouse de l'acteur Jeff Goldblum. De 1993 à 1998, elle est mariée au réalisateur Renny Harlin. De 2001 à 2017, elle est mariée au chirurgien Reza Jarrahy[réf. nécessaire].

## Engagements
En 2004, Geena Davis fonde le Geena Davis Institute on Gender in Media. Cet institut mène des recherches sur les disparités de genre dans les médias et a pour but de réduire les stéréotypes entre filles et garçons dans les émissions et programmes destinés aux enfants.
Lors de la campagne pour l'élection présidentielle américaine de 2016, elle soutient Hillary Clinton.

## Filmographie

### Actrice

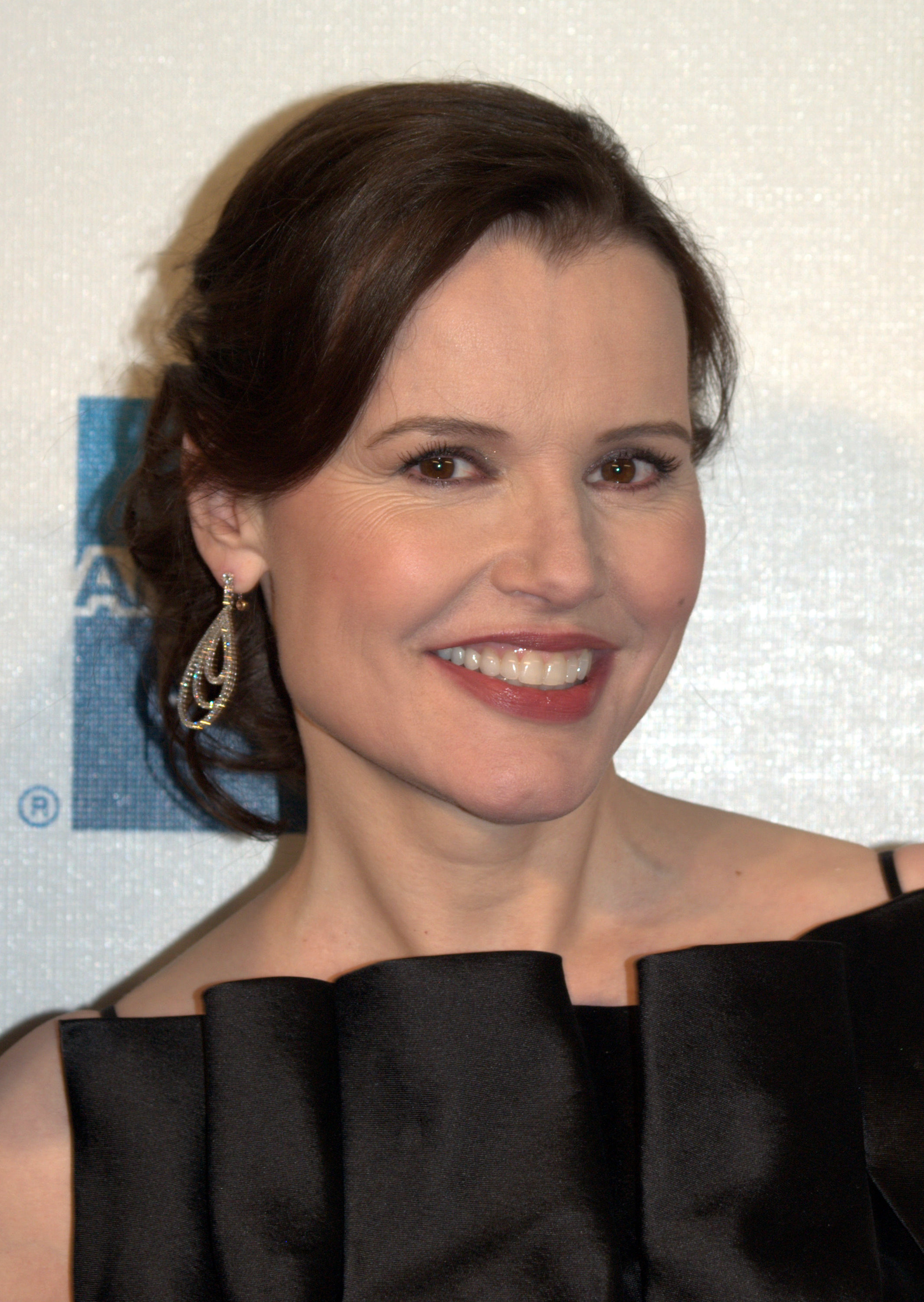
Geena Davis en avril 2009 au festival du film de Tribeca.

#### Cinéma
- 1982 : Tootsie de Sydney Pollack : April
- 1985 : Fletch aux trousses (Fletch) de Michael Ritchie : Larry
- 1985 : Transylvania 6-5000 de Rudy De Luca : Odette
- 1986 : La Mouche (The Fly) de David Cronenberg : Veronica Quaife
- 1988 : Beetlejuice de Tim Burton : Barbara
- 1988 : Objectif Terrienne (Earth Girls Are Easy) de Julien Temple : Valérie
- 1988 : Voyageur malgré lui (The Accidental Tourist) de Lawrence Kasdan : Muriel
- 1990 : Quick Change de Howard Franklin et Bill Murray : Phyllis
- 1991 : Thelma et Louise (Thelma and Louise) de Ridley Scott : Thelma Dickinson
- 1992 : Une équipe hors du commun (A League of Their Own) de Penny Marshall : Dottie Hinson
- 1992 : Héros malgré lui (Hero) de Stephen Frears : Gale Gayley
- 1993 : Princess Scargo and the Birthday Pumpkin d'Eric Metaxas : la narratrice (voix)
- 1994 : Angie de Martha Coolidge : Angie Scacciapensieri
- 1994 : Chérie, vote pour moi (Speechless) de Ron Underwood : Julia Mann
- 1995 : L'Île aux pirates (Cutthroat Island) de Renny Harlin : Morgan Adams
- 1996 : Au revoir à jamais (The Long Kiss Goodnight) de Renny Harlin : Sam Caine / Charly Baltimore
- 1999 : Stuart Little de Rob Minkoff : Eleanor Little
- 2002 : Stuart Little 2 de Rob Minkoff : Eleanor Little
- 2005 : Stuart Little 3 d'Audu Paden : Eleanor Little (voix)
- 2009 : Accidents Happen d'Andrew Lancaster (en) : Gloria Conway
- 2015 : Me Him Her de Max Landis : Mme Ehrlick
- 2017 : Marjorie Prime de Michael Almereyda : Tess
- 2017 : Don't Talk to Irene (en) de Pat Mills (en) : elle-même
- 2020 : Ava de Tate Taylor : Bobbi Faulkner
- 2023 : Fairyland d'Andrew Durham : Munca
- 2024 : Blink Twice de Zoë Kravitz : Stacy

#### Télévision

##### Séries télévisées
- 1983 : K2000 : Grace Fallan
- 1983 - 1984 : Buffalo Bill : Wendy Killian
- 1984 : Riptide : Dr Melba « Bubba » Bozinsky
- 1984 : Les enquêtes de Remington Steele (Remington Steele) : Sandy Dalrymple
- 1985 : Sara : Sara McKenna
- 2000-2001 : La Famille de mes rêves (The Geena Davis Show) : Teddie Cochran
- 2004 : Will et Grace (Will & Grace) : Janet Adler
- 2005-2006 : Commander in Chief : la présidente Mackenzie Allen
- 2014-2018 : Grey's Anatomy : Dr Nicole Herman
- 2016 : L'Exorciste (The Exorcist) : Angela Rance / Regan MacNeil
- 2019 : She-Ra et les Princesses au pouvoir (She-Ra and the Princesses of Power) : Huntara (voix)
- 2019 : GLOW : Sandy Devereaux St. Clair

##### Téléfilms
- 1985 : Secret Weapons de Don Taylor : Tamara Reshevsky / Brenda

### Productrice

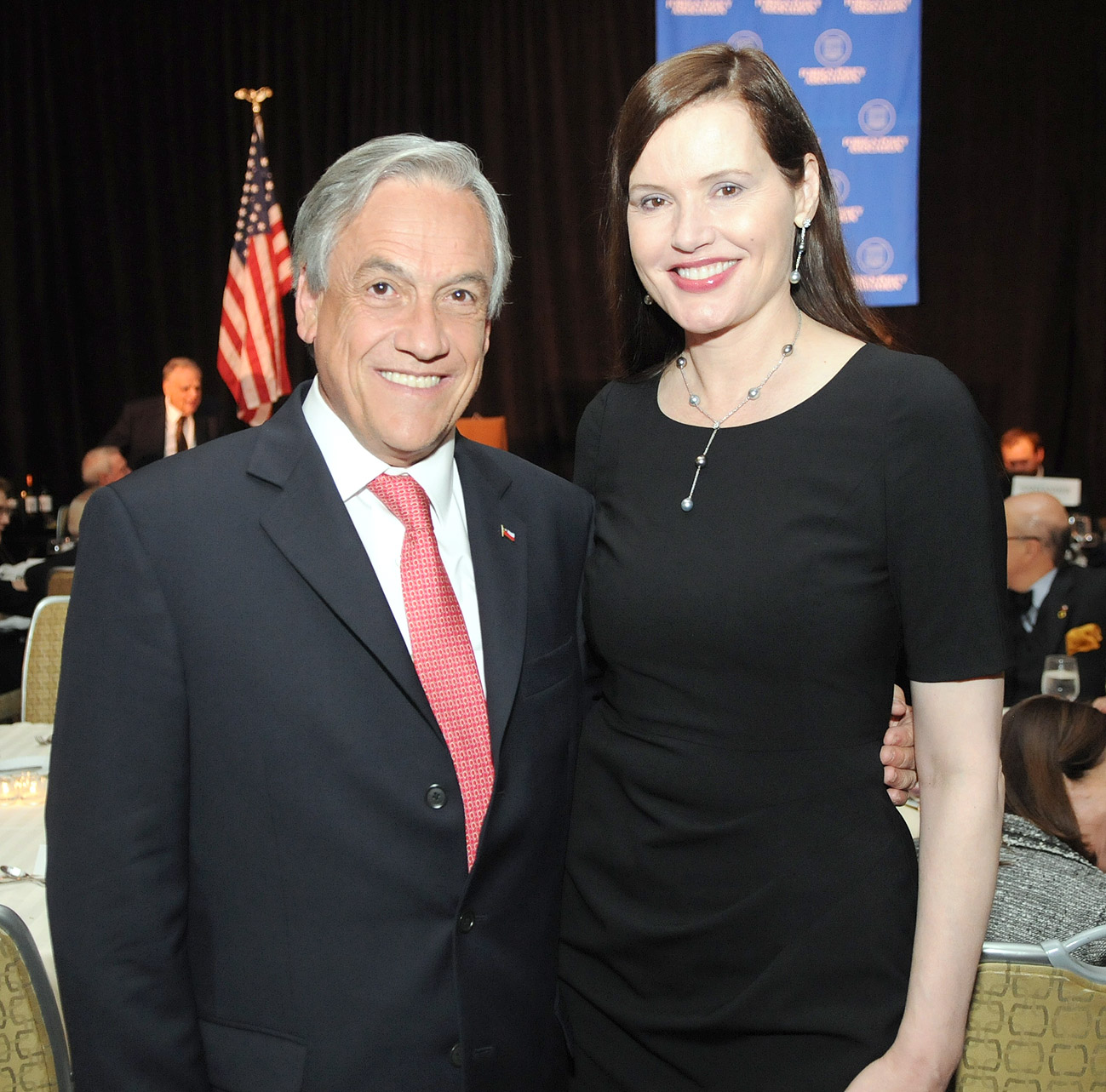
Geena Davis avec Sebastián Piñera en septembre 2010 à la Foreign Policy Association.

#### Cinéma
- 1994 : Chérie, vote pour moi (Speechless) de Ron Underwood
- 1996 : Au revoir à jamais (The Long Kiss Goodnight) de Renny Harlin (non créditée)

#### Télévision
- 1996 : Mistrial de Heywood Gould (TV) (productrice déléguée)
- 2000 : The Geena Davis Show de Terri Minsky (série télévisée) (coproductrice déléguée)

### Scénariste
Série télévisée
- 1983 : Buffalo Bill de Jim Drake, Ellen Falcon, Dennis Klein et Tom Patchett (série télévisée) (coscénariste)

## Distinctions

### Récompenses
- Oscars 1989 : meilleure actrice de second rôle pour  Voyageur malgré lui (1988).
- David di Donatello 1992 : Meilleure actrice étrangère pour Thelma et Louise (1991).
- Golden Globes 2006 Meilleure actrice dans une série télévisée dramatique pour Commander in Chief.

### Nomination
- Oscars 1992 : meilleure actrice  pour Thelma et Louise (1991).

## Voix françaises
En France, Annie Le Youdec est la voix française régulière de Geena Davis. Céline Monsarrat et Déborah Perret l'ont doublée à deux reprises. 
| - Annie Le Youdec dans : - Thelma et Louise - Une équipe hors du commun - Héros malgré lui - Chérie, vote pour moi - Angie - L'Île aux pirates - Stuart Little - La Famille de mes rêves (série télévisée) - Stuart Little 2 - Will et Grace (série télévisée) - Stuart Little 3 : En route pour l'aventure (voix) - Grey's Anatomy (série télévisée) - L'Exorciste (série télévisée) - Ava - Blink Twice | - Céline Monsarrat dans : - Voyageur malgré lui - Hold-up à New York - Déborah Perret dans : - Au revoir à jamais - Commander in Chief (série télévisée) Et aussi - Monique Martial dans Tootsie - Martine Meirhaeghe dans Transylvania 6-5000 - Anne Canovas dans La Mouche - Kelvine Dumour dans Beetlejuice - Pauline Brunel dans She-Ra et les Princesses au pouvoir (voix) - Rosalia Cuevas dans GLOW (série télévisée) |